# Let Down
Let Down is een nummer van de Amerikaanse rockgroep Dead by Sunrise, een samenwerkingsverband van Linkin Parks Chester Bennington en Julien-K. Het nummer zou als single van het debuutalbum Out of Ashes worden uitgebracht, dat op 13 oktober 2009 uit zal komen. De release is werd echter uitgesteld naar een later datum, dat voor Duitsland uiteindelijk 23 oktober werd. Vanaf 25 oktober 2009 was een live-uitvoering van het nummer via iTunes te downloaden.

## Achtergrondinformatie
"Let Down gaat over de ervaring van het scheiden. Ik weet wie ik ben, dat ik een romantisch persoon ben en ik het leuk vind verliefd te zijn. Ik wil in mijn volgende relatie geen herhaling van de dingen die in de vorige voorkwamen." In een aflevering van LPTV, een onderdeel van een serie afleveringen waarin achter-de-schermen beelden van Linkin Park te zien zijn, vertelde Bennington over de geschiedenis van het nummer en speelt een groot gedeelte van het nummer akoestisch in bijzijn van Ryan Shuck.
Bij het maken van Out of Ashes, was Bennington van mening dat als nummers in hun pure vorm al goed klonken, er niets aan veranderd moest worden. Toen Shuck aan Bennington vroeg of hij aan het nummer mocht werken, gaf hij toestemming in nieuwsgierigheid om er achter te komen wat hij met het nummer zou doen. Toen Bennington deze eerste vernieuwde versie Let Down hoorde, vond hij het vrijwel meteen prachtig. Hij omschreef het als een nummer dat een elektronische/pop/alternative muziekstijl heeft met een grunge-achtig singer-songwriter gevoel.

## Release
Het nummer werd op 10 september 2005 in Nashville, Tennessee te Verenigde Staten in kader van het ReAct Now: Music & Relief voor het eerst live gespeeld, hetzij in een akoestische uitvoering. De eerste glimp van een studioversie was te horen in een trailer voor het album, waar ook een gedeelte van Fire te horen was.
Het nummer zou in Europa uitgebracht worden als de eerste single, terwijl Crawl Back In deze functie in de Verenigde Staten zou krijgen. Crawl Back In heeft nu de functie als internationale leadsingle op Japan na, waar de keus op Fire is gevallen.

## Videoclip
De opnames voor de bijbehorende videoclip begonnen in de week van 13 juli 2009. Hiernaast werd ook voor Crawl Back In een clip back-to-back geschoten. Beiden hebben P.R. Brown als regisseur. Op 3 september werd de videoclip voor een korte periode op de MySpacepagina van de band geplaatst maar was alleen toegankelijk voor uitgenodigde personen. Op dezelfde dag was de clip te zien op de website van P.R. Brown, maar een dag erna was de clip door Warner weer verwijderd. Op 27 november ging de clip officieel in première.

## Releasedata
| Duitsland           | 23 oktober 2009  | (airplay)                              |
| Wereldwijd          | 25 oktober 2009  | (airplay)                              |
| Verenigde Staten    | 24 november 2009 | (airplay op modern rock-radiostations) |
| Verenigd Koninkrijk | 21 december 2009 | (download)                             |
| Frankrijk           | 21 december 2009 | (download)                             |

## Tracklist
| Nr. | Titel           | Duur  |
| --- | --------------- | ----- |
| 1.  | Let Down (live) | 04:04 |

| Nr. | Titel                 | Duur  |
| --- | --------------------- | ----- |
| 1.  | Let Down (radio edit) |       |
| 2.  | Inside of Me          | 02:18 |

| Nr. | Titel           | Duur  |
| --- | --------------- | ----- |
| 1.  | Let Down        | 03:58 |
| 2.  | Inside of Me    | 02:18 |
| 3.  | Let Down (live) | 04:51 |

## Videoclip
De opnames voor de bijbehorende videoclip begonnen in de week van 13 juli. Hiernaast werd ook voor Crawl Back In een clip back-to-back geschoten. Beiden hebben P.R. Brown als regisseur. De tweede deel werd op 30 september geschoten in Los Angeles.
 Chester Bennington · Ryan Shuck · Amir Derakh · Brandon Belsky · Elias Andra · Anthony "Fu" Valcic